# 33. ceremonia wręczenia Złotych Globów
Złote Globy za 1975 rok odbyły się 24 stycznia 1976 r. w Beverly Hilton Hotel w Los Angeles.

Laureaci:

## Kino

### Najlepszy film dramatyczny
Lot nad kukułczym gniazdem, reż Miloš Forman

nominacje:
- Barry Lyndon, reż. Stanley Kubrick
- Pieskie popołudnie, reż. Sidney Lumet
- Szczęki, reż. Steven Spielberg
- Nashville, reż. Robert Altman

### Najlepsza komedia lub musical
Promienni chłopcy, reż. Herbert Ross

nominacje:
- Zabawna dama, reż. Herbert Ross
- Powrót Różowej Pantery, reż. Blake Edwards
- Szampon, reż. Hal Ashby
- Tommy, reż. Ken Russell

### Najlepszy aktor dramatyczny
Jack Nicholson – Lot nad kukułczym gniazdem

nominacje:
- Gene Hackman – Francuski łącznik II
- Al Pacino – Pieskie popołudnie
- Maximilian Schell – Człowiek w szklanej kabinie
- James Whitmore – Give 'em Hell, Harry!

### Najlepsza aktorka dramatyczna
Louise Fletcher – Lot nad kukułczym gniazdem

nominacje:
- Karen Black – Dzień szarańczy
- Glenda Jackson – Hedda
- Marilyn Hassett – The Other Side of the Mountain
- Faye Dunaway – Trzy dni kondora

### Najlepszy aktor w komedii lub musicalu
Walter Matthau – Promienni chłopcy

nominacje:
- James Caan – Zabawna dama
- Peter Sellers – Powrót Różowej Pantery
- Warren Beatty – Szampon
- George Burns – Promienni chłopcy

### Najlepsza aktorka w komedii lub musicalu
Ann-Margret – Tommy

nominacje:
- Barbra Streisand – Zabawna dama
- Liza Minnelli – Szczęściara
- Julie Christie – Szampon
- Goldie Hawn – Szampon

### Najlepszy aktor drugoplanowy
Richard Benjamin – Promienni chłopcy

nominacje:
- Burgess Meredith – Dzień szarańczy
- John Cazale – Pieskie popołudnie
- Charles Durning – Pieskie popołudnie
- Henry Gibson – Nashville

### Najlepsza aktorka drugoplanowa
Brenda Vaccaro – Bez zobowiązań

nominacje:
- Ronee Blakley – Nashville
- Geraldine Chaplin – Nashville
- Barbara Harris – Nashville
- Lily Tomlin – Nashville
- Lee Grant – Szampon

### Najlepsza reżyseria
Miloš Forman – Lot nad kukułczym gniazdem

nominacje:
- Stanley Kubrick – Barry Lyndon
- Sidney Lumet – Pieskie popołudnie
- Steven Spielberg – Szczęki
- Robert Altman – Nashville

### Najlepszy scenariusz
Lawrence Hauben i Bo Goldman – Lot nad kukułczym gniazdem 

nominacje:
- Frank Pierson – Pieskie popołudnie
- Peter Benchley i Carl Gottlieb – Szczęki
- Joan Tewkesbury – Nashville
- Neil Simon – Promienni chłopcy

### Najlepsza muzyka
John Williams – Szczęki

nominacje:
- John Kander i Fred Ebb – Zabawna dama
- Maurice Jarre – Człowiek, który chciał być królem
- Charles Fox – The Other Side of the Mountain
- Henry Mancini – Powrót Różowej Pantery

### Najlepsza piosenka
„I'm Easy” - Nashville - muzyka i słowa: Keith Carradine

nominacje:
- „How Lucky Can You Get” - Zabawna dama - muzyka: John Kander; słowa: Fred Ebb
- „Richard's Window” - The Other Side of the Mountain - muzyka: Charles Fox; słowa: Norman Gimbel
- „My Little Friend” - Papierowy tygrys - muzyka: Roy Budd; słowa: Sammy Cahn
- „Now That We're in Love” - Whiffs - muzyka: George Barrie; słowa: Sammy Cahn

### Najlepszy film zagraniczny
Kłamstwa mojego taty, reż. Jan Kadar  Kanada

nominacje:
- Hedda, reż. Trevor Nunn  Wielka Brytania
- Sekcja specjalna, reż. Costa-Gavras  Francja/ Włochy/ RFN
- Całe nasze życie, reż. Claude Lelouch  Francja/ Włochy
- Czarodziejski flet, reż. Ingmar Bergman  Szwecja

### Najlepszy film dokumentalny
Youthquake!

nominacje:
- Brother, Can You Spare a Dime?, reż. Philippe Mora
- The Gentleman Tramp, reż. Richard Patterson
- Mustang: The House That Joe Built
- Other Half of the Sky: A China Memoir, reż. Shirley MacLaine
- UFOs: Past, Present, and Future

### Najlepszy debiut - aktor
Brad Dourif – Lot nad kukułczym gniazdem

nominacje:
- Chris Sarandon – Pieskie popołudnie
- Ben Vereen – Zabawna dama
- Jeff Lynas – Kłamstwa mojego taty
- Roger Daltrey – Tommy

### Najlepszy debiut - aktorka
Marilyn Hassett – The Other Side of the Mountain

nominacje:
- Stockard Channing – Fortuna
- Jeannette Clift – Kryjówka
- Barbara Carrera – Mistrz rewolweru
- Ronee Blakley – Nashville
- Lily Tomlin – Nashville